# 素敵にダンシング (Coke Is It)
『素敵にダンシング (Coke Is It)』（すてきにダンシング - コーク・イズ・イット）は、1985年8月31日、東芝EMI/EASTWORLDから発売されたSHOW-YA1枚目のシングル。

## 内容
記念すべきデビュー・シングルはコカ・コーラのコマーシャルソング。副タイトルは当コマーシャルのキャッチコピー。C/W曲は自作曲が採用された。

## 収録曲
1. 素敵にダンシング (Coke Is It)
作詞：竜真知子　作曲・編曲：井上鑑
2. AU REVOIR
作詞：寺田恵子　作曲：中村美紀　編曲：SHOW-YA